# Jota segoviana
La jota segoviana es una expresión del folclore segoviano, que se localiza en la  Comunidad Autónoma de Castilla y León, de un género musical, la jota.
Estas obras se suelen acompañar con bandurria, dulzaina y tambor, mientras las parejas de bailarines realizan danzas saltando con las manos en cruz y, ocasionalmente, van  acompañados de castañuelas. Es un tipo de danza lineal y por parejas, cuya composición es muy variada.
La música va frecuentemente acompañada por canciones que reciben el nombre de coplas. Estas tratan del amor, de la vida o de la religiosidad, pero en su gran mayoría se caracterizan por su ironía, retórica y  gran sentido del humor
Las jotas segoviana se caracterizan por una  sonoridad mayor en la interpretación musical, y mayor rapidez si las comparamos con las jotas serranas, que son más sencillas y con una melodía más dulce.

## Origen
La jota nace en el antiguo Reino de Valencia, en el siglo XIV. Aunque, hay documentos que explican que esta danza era algo que ya estaba muy extendida por esa zona. Se piensa que a Castilla no llegó hasta el siglo XVI o XVII, con una versión más comedida y menos acelerada que la aragonesa o la valenciana.

## Diferencias con las danzas segovianas y sus controversias
La jota se denominaba como baile, y no como una danza. Estas, las contradanzas, las mudanzas y las entradillas son una expresiones del géneros que ornamentaban durante los días de fiestas las procesiones en la provincia de Segovia  y que  quedaron desbancadas por  las danzas de palos, entre otros géneros. Alguna de estas expresiones que se conservan en la provincia se Segovia son las entradillas al ‘Niño de la Bola' en Cuéllar, o la contradanza a la Virgen de Salcedón que se da en Lastras de Cuéllar durante la  Pascua de Pentecostés.
La desaparición de géneros de baile y danza, ha derivado en la creación de  nuevos formatos. La jota es un significativo referente de baile ritualizado, alcanzando a poco la distinción de danza. Esto se da  con la ‘Jota de la Abuela' en las representaciones procesionales de San Pedro de Gaíllos. o las jotas de gran convocatoria cuyos máximos exponentes se dan en la procesión de El Henar en Cuéllar o El Bustar en Carbonero el Mayor.

## Candidatura de las jotas a la lista de Patrimonio Inmaterial de la Humanidad
El día 7 de octubre de 2022, en el Teatro Juan Bravo de Segovia, se dio  la gala "La Jota, Patrimonio Inmaterial, Patrimonio de la Humanidad" en la que entre los participantes estaba el  Ballet Folclórico de Madrid, que interpretó jotas de diferentes Comunidades Autónomas, y, la Asociación Cultural-Grupo de Danza "La Esteva", que interpretó jotas segovianas. Desde La Esteva se ha pedido el  apoyo de las instituciones de la  provincia y de ámbito regional para lograr la inclusión en el Patrimonio Inmaterial de la Jota. En el conjunto del país, especialmente en la comunidad aragonesa, donde nació esta iniciativa, se están realizando actividades semejantes.
El 26 de septiembre de 2022 se aprobó en la comisión de cultura del Congreso una proposición no de ley defendida por el diputado segoviano, José Luis Aceves, en apoyo a la solicitud. En su ponencia expresó:

“Esta danza y canto tradicional extendida por gran parte de España, se canta y se baila acompañándose de diferentes instrumentos musicales y con el toque de castañuelas. Los intérpretes suelen ir vestidos con trajes regionales”(...) “su estilo es diferente según de la zona de España que se trate, estando presentes en las 17 comunidades autónomas, aunque su interpretación es una pareja saltando con sus manos en forma de cruz y algunas veces acompañándose de castañuelas y coplas, que casi siempre son picarescas y con gran sentido del humor, existiendo una rica variedad coreográfica en todo el territorio”.
José Luís Aceves

Posteriormente, el 10 de abril de 2023, el Ministerio de Cultura declaró la jota como Manifestación Representativa del Patrimonio Cultural Inmaterial. La declaración como Manifestación Representativa es un paso más que se debe dar para la tramitación del expediente de candidatura de la jota como Patrimonio Cultural Inmaterial de la UNESCO, en el que participan 15 comunidades autónomas y que está coordinado por el Ministerio. Entre las justificaciones realizadas por el ente estatal, destaca:

"La declaración viene justificada por tratarse del más extendido, diverso, dinamizado y reinterpretado de todos los géneros tradicionales que componen el variado mapa sonoro y musical de España. La jota hace referencia a un género tradicional muy popular de música, cante y baile desarrollado hasta el momento actual, con un patrón general en su base y una serie de particularidades y especificidades que hacen de ella una manifestación diversa, recreada y reinterpretada de forma constante y dinámica por las comunidades portadoras."
Ministerio de Cultura

## Composiciones destacadas geográficamente
| Nombre de la pieza       | Localidad          |
| ------------------------ | ------------------ |
| Jota de la Niña          | Carbonero el Mayor |
| Jota de los Toros        | Carbonero el Mayor |
| Jota el Ramilletillo     | Navalilla          |
| Jota de la Molinera      | Navalilla          |
| Jota del Cribero         | Cantalejo          |
| Jota de los Trilleros    | Cantalejo          |
| Jota de la Melitona      | Navalmanzano       |
| Jota el Castillo         | Turégano           |
| La Rueda                 | Sanchonuño         |
| Baile de los Sacramentos | Zarzuela de Pinar  |
| Jota de los Resineros    | Zarzuela de Pinar  |

## Expresiones de la jota segoviana fuera de su contexto
En diferentes formatos se ha llevado a cabo una exaltación de la cultura popular segoviana por parte de distintos miembros de la cultura o de la sociedad:
- La humorista segoviana, Eva Hache, en el programa de Movistar+ "La Resistencia", el día 2 de marzo de 2021, explicó que existe en la provincia el baile de la jota segoviana y realizó algún paso. Posteriormente, dice al presentador del late show, David Broncano, que lo haga él y, se pone a cantar "Canción de Carnaval" del Nuevo Mester de Juglaría. Popularmente conocida como "La Chica Segoviana". [7]
- El grupo burgalés La M.O.D.A interpretó, en su estilo, durante el concierto que dio a los pies del Acueducto de Segovia, la jota popular "La Chica Segoviana" durante las fiestas de San Pedro y San Pablo, en junio del año 2023.[8]
- Con motivo del Día Mundial de Concienciación sobre el Autismo, personas individuales y grupos de danza lograron congregar a 766 personas (383 parejas) el 1 de abril de 2017. Durante 5 minutos y 18 segundos tuvieron que bailar  la tradicional jota segoviana de Chatún para arrebatar el récord Guinness a Zaragoza, que en 2003 logró que se congregasen  320 personas, 160 parejas, bailando a la vez con el traje típico de la ciudad aragonesa.[9]